# European MALE RPAS
Lo European Medium Altitude Long Endurance Remotely Piloted Aircraft System (European MALE RPAS), spesso abbreviato in EuroMALE, è il progetto di un drone europeo prodotto in collaborazione tra Germania, Francia, Italia e Spagna.

## Storia del progetto

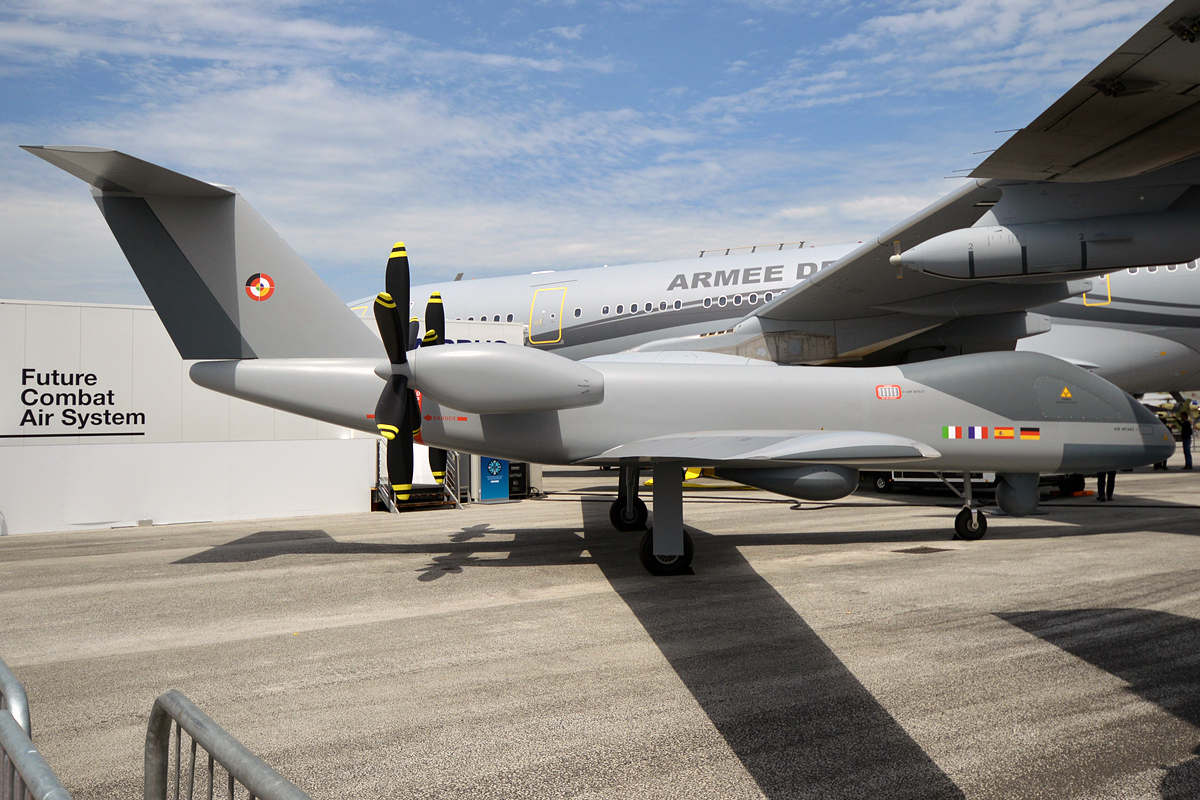
EuroMALE visto di lato

Dopo l'abbandono al progetto EADS Talarion, nel 2015 la Airbus Defence and Space è passata ad una collaborazione con Dassault Aviation e Leonardo per un drone europeo che faccia concorrenza alla produzione statunitense e israeliana.
L'EuroMALE è un velivolo con fusoliera snella, un doppio motore turboelica e impennaggio a T, adatto a missioni lunghe, a media altitudine e a media velocità (MALE). La Airbus opera nella struttura, la Dassault si cura del sistema, mentre la Leonardo opera nell'equipaggiamento. A Francia, Germania e Italia, nel 2016 si è aggiunta la Spagna. Nei primi due anni sono stati studiati design e specifiche di base del velivolo. A luglio 2017 è stata approvata la configurazione con motore a turboelica. Il 26 aprile 2018 ne è stato presentato un esemplare al Salone dell'aviazione di Berlino, mentre il 22 novembre è avvenuta la revisione preliminare del progetto. A fine 2018 sono noti i numeri di droni previsti per Francia (21), Germania (8) e Spagna (8), mentre in Italia non si è ancora deciso. A giugno 2019, però, la Francia si mostra perplessa nell'acquisto del velivolo. A Febbraio 2022 Italia, Spagna, Germania e Francia hanno firmato un contratto che le impegna per 7 miliardi di euro, avranno 60 Eurodroni in tutto, con le relative piattaforme e manutenzioni per 15 anni.

Il progetto multinazionale gestito da OCCAR vede ad oggi la partecipazione di quattro nazioni ed ha un’importante valenza strategica per l’Europa
Per l’Italia saranno 20 i sistemi da realizzare per un totale di 60 velivoli. Ogni sistema si compone di tre velivoli e due stazioni di terra per la gestione da remoto del velivolo.
Sarà sviluppato da Leonardo il sistema di missione dell’Eurodrone, il velivolo a pilotaggio remoto di classe MALE (Medium Altitude Long Endurance) destinato a rafforzare l'autonomia strategica dell'Europa nel campo della difesa con sistemi operativi indipendenti ad alte prestazioni. L’Airborne Mission System (AMS) del velivolo integra una suite di sensori avanzati, tra cui il radar e il Multi Purpose Mission Computer (MPMC). All’interno del programma, il cui valore complessivo ammonta a 7 miliardi di euro, Leonardo gioca un ruolo chiave, grazie al workshare industriale sull’elettronica di bordo e sulla componente aerostrutture, che prevede oltre all’AMS, l’Airborne Electrical & Enviromental Control System, l’Airborn Armament System e la progettazione e produzione dell’intero complesso alare del velivolo.
Grazie all’avanzata suite di sensori che caratterizzano l’Airborne Mission System, l’Eurodrone potrà svolgere missioni di Intelligence, Surveillance, Reconaissance (ISR) su mare e terra, raccogliendo ed integrando, anche in condizioni operative critiche, i dati provenienti dai diversi sensori di bordo, nonché di registrarli e inviarli alla stazione di terra e alle unità cooperanti, al fine di fornire un quadro tattico completo. La fusione in tempo reale delle informazioni ha il vantaggio di ridurre al minimo i tempi e gli sforzi richiesti agli operatori per analizzare e comprendere gli eventi in corso nell’area d’interesse, accelerando di conseguenza i tempi di risposta lungo l’intera catena di comando.
Le fasi di progettazione, sviluppo, integrazione e produzione del sistema AMS saranno condotte nello stabilimento Leonardo di Caselle Torinese. L’azienda sarà inoltre coinvolta nel supporto all’integrazione dei prototipi sulla base di Manching e alle attività di flight test in volo nei poligoni di riferimento. Attraverso la partecipata MBDA, Leonardo si occuperà poi dell’integrazione del missile aria-superficie Brimstone. Il sistema d’arma consentirà alla piattaforma di ingaggiare e neutralizzare una vasta gamma di minacce statiche e in movimento, H24 in ogni condizione meteo. Il programma multinazionale gestito da OCCAR (Organisation Conjointe de Coopération en Matière d'Armement) vede ad oggi la partecipazione di Germania, Spagna, Francia e Italia, conta ordini per 20 sistemi, ognuno comprendente due stazioni di terra e tre aerei, più Ground Support Equipment, parti di ricambio, formazione e cinque anni di assistenza nelle fasi iniziali del servizio.
Le tecnologie innovative di cui si avvarrà la piattaforma, pensata a scopo dual-use, gli consentiranno di diventare uno dei pilastri di ogni sistema aereo di nuova generazione a beneficio di Governi e Forze Armate. Il drone bi-motore è il primo sistema aereo senza pilota progettato per volare in spazi aerei non segregati e il suo design modulare si tradurrà in avanzate capacità operative per missioni di tipo ISTAR (Intelligence, Surveillance, Target Acquisition, and Reconnaissance), contribuendo ad ampliare la base tecnologica indipendente nel settore uncrewed. Il sistema ITAR free offrirà ai produttori una vasta gamma di opportunità nelle attività di sviluppo, produzione e gestione operativa e genererà 7.000 posti di lavoro altamente qualificati in Europa. L’approccio digitale nel design, produzione e servizi del drone consentirà infine significativi miglioramenti nei tempi di sviluppo, nella qualità e nella riduzione dei costi.
A maggio 2024, Airbus ha ottenuto dall’OCCAR la Preliminary Design Review (PDR) per l'Eurodrone. La PDR ha evidenziato sin da subito quanto il progetto iniziale fosse maturato, facendo da apri pista alla progettazione dettagliata del velivolo.

### Motorizzazione
In gara per la motorizzazione del nuovo drone vi erano la francese Safran, con una versione del motore da elicottero Ardiden, ed Avio Aero, con il nuovo motore turboelica Catalyst.
Il 25 marzo 2022, dopo un lungo processo di selezione Airbus ha scelto l'italiana Avio Aero come fornitrice della propulsione, facendo ricadere la scelta sulla nuova turboelica General Electric Catalyst, interamente sviluppata in Europa sotto la leadership, appunto, di Avio Aero.
Il 1 settembre 2022, a Getafe, in Spagna, Avio Aero e Airbus, hanno firmato il contratto per la fornitura di 120 motori Catalyst 1300-ED1, che comprende anche la manutenzione e i servizi.

### Sensori
A luglio 2022, Airbus Defence, in qualità di capocommessa, ha selezionato ed assegnato alla svedese Saab un contratto per la fornitura di computer per la sicurezza e gestione del volo nonché per l’integrazione dell'Eurodrone nello spazio aereo.

## Utilizzatori
Francia
- Armée de l'Air et de l'Espace

 Germania
- Luftwaffe

 Italia
- Aeronautica Militare

 Spagna
- Ejército del Aire